# Aextoxicon punctatum
Aextoxicon punctatum är en tvåhjärtbladig växtart som beskrevs av Hipólito Ruiz López och Pav. Aextoxicon punctatum ingår i släktet Aextoxicon och familjen Aextoxicaceae. Inga underarter finns listade.

## Bildgalleri

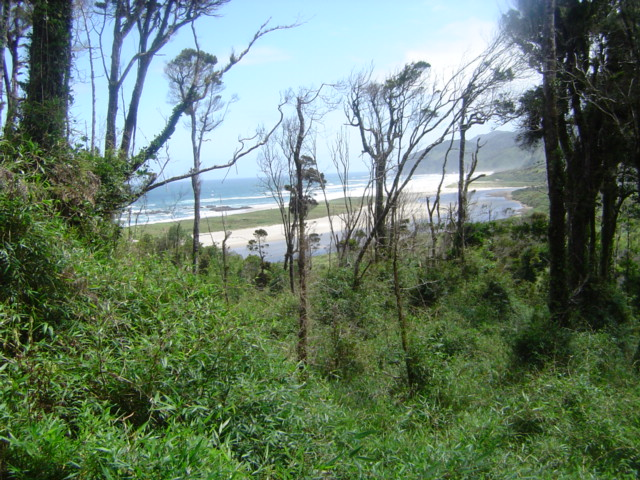